# 29980 Dougsimons
29980 Dougsimons este un asteroid din centura principală, descoperit pe 30 septembrie 1999, de Charles Juels.